# Baluster

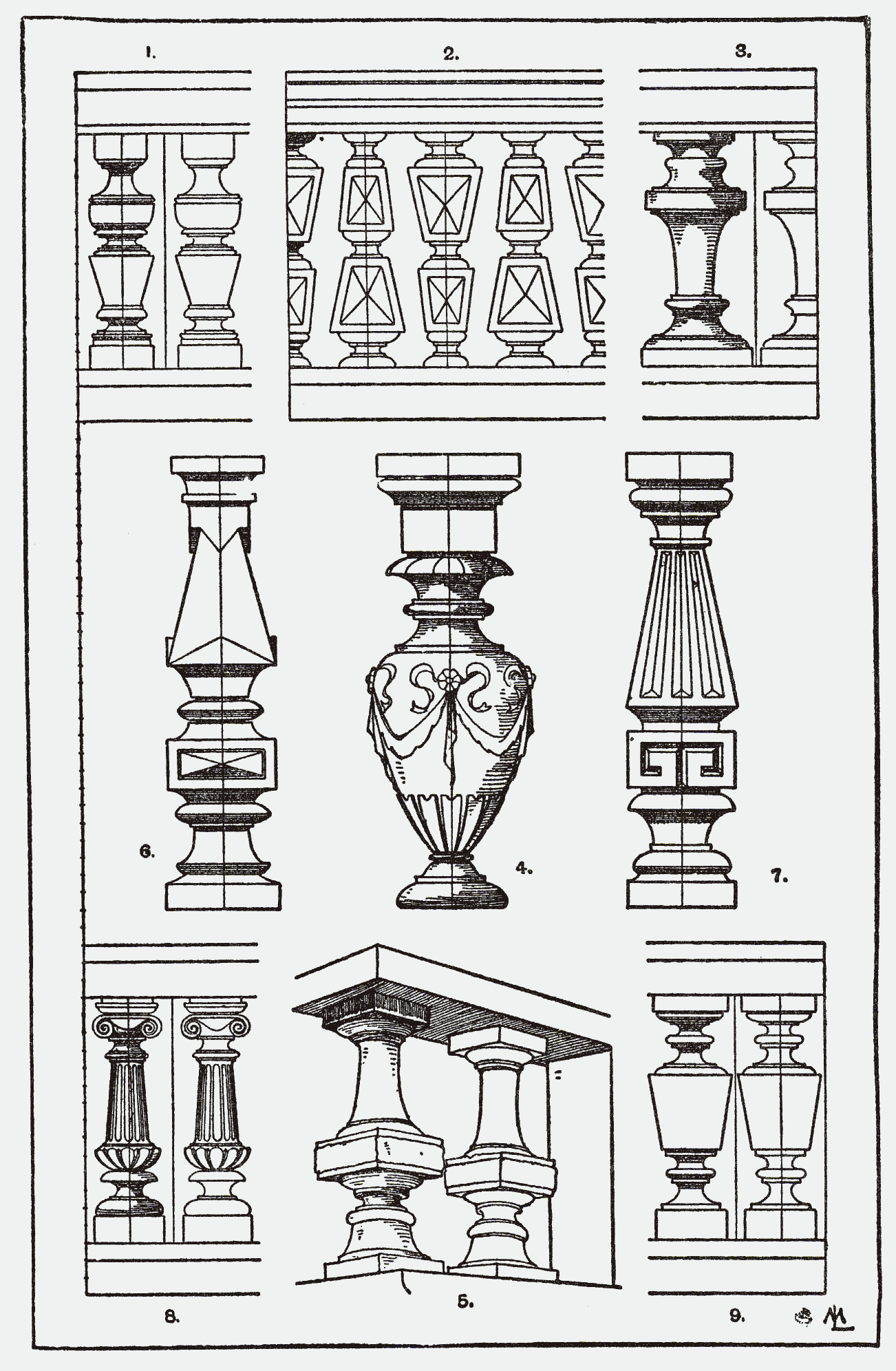
Olika typer av balustrar.

En baluster (även kallad balusterdocka) är ett upprätt, vanligen rundat eller vasformat, vertikalt stöd för överliggaren i en balustrad. Förekommer även som andra upprätta stöd, exempelvis möbelben eller kolonn. Namnet betyder granatäppelblomma.